# روبن رينا
روبن رينا (بالإنجليزية: Reuben Reina)‏ هو عداء مسافات طويلة أمريكي، ولد في 1967.

## وصلات خارجية
- روبن رينا على موقع الاتحاد الدولي لألعاب القوى (الإنجليزية)
- روبن رينا على موقع أوليمبيديا (الإنجليزية)